# Maison Hopper
La Hoppenerhaus de Celle est considérée comme la plus belle maison à colombages de la vieille ville de Celle, ville historique de Basse-Saxe en Allemagne.

## Histoire

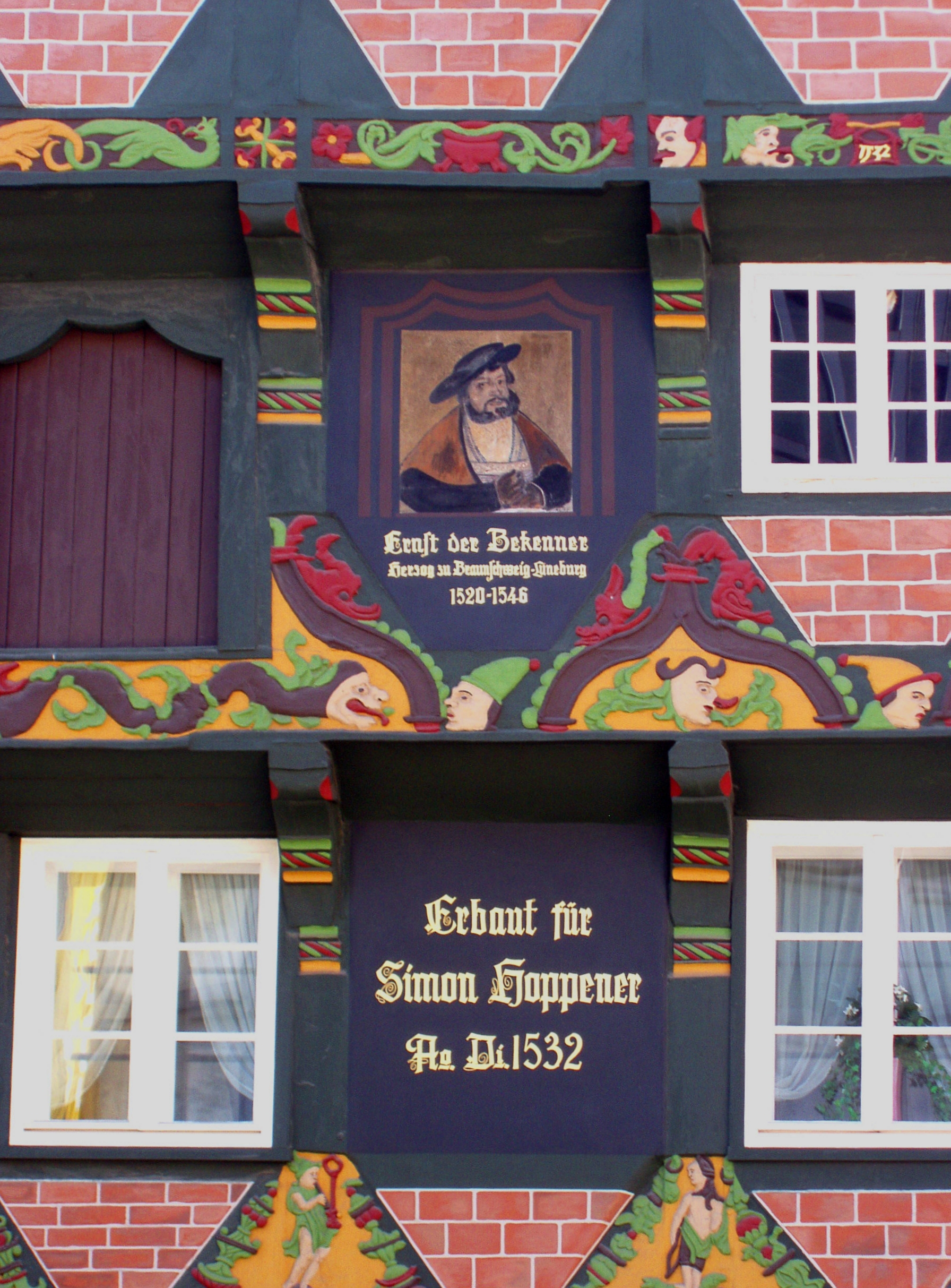
Sculptures sur bois peintes de couleurs vives et buste du duc Ernest le Confesseur

La construction a été précédée par l'agrandissement de la ville de Celle, pour laquelle le souverain du duché de Brunswick-Lüneburg, le duc Ernest le Confesseur, a fourni des  « terres princières [...] » en 1530, sur lesquelles, entre autres, la Hoppenerhaus a été construite. Aucune preuve fiable n'a été trouvée (jusqu'à la fin des années 1980) pour l'affirmation fréquemment exprimée selon laquelle le prince lui-même avait commandé la construction de la maison.
Le bâtiment érigé en 1532 au nom du duc porte le nom du greffier officiel de Celle et gestionnaire des pensions Simon Hoppener. Le sculpteur sur bois présumé était le maître Simon Stappen.
Le 11 octobre 1932, la maison d'angle est détruite par un incendie ; seulement « un effort extrême a réussi à protéger les façades sculptées des effets du feu ». Les dessins existants (plan d'étage) datant d'environ 1910 montrent comment l'intérieur du bâtiment a été conçu.

## Description
Les six étages de la Hoppenerhaus se chevauchent dans le pignon, les seuils y ont été formés avec de fortes sculptures et du côté de l'avant-toit avec la vrille. Aux étages inférieurs, les différents seuils, socles et consoles de pied étaient ornés de personnages richement ornés. Outre des personnalités et des portraits en buste, ils montrent des dieux symbolisés par des planètes, des « figures diaboliques et folles », des créatures mythiques, des grimaces et des reptiles.
Le buste peint de couleurs vives représentant le duc Ernest le Confesseur est un ajout postérieur à 1901.

En termes d'histoire de l'art, la Hoppenerhaus peut être comparée à la Honneborstelsches Haus à Braunschweig, qui a été conçue à peu près à la même époque avec une structure semblable, et à la Brusttuch Haus à Goslar.

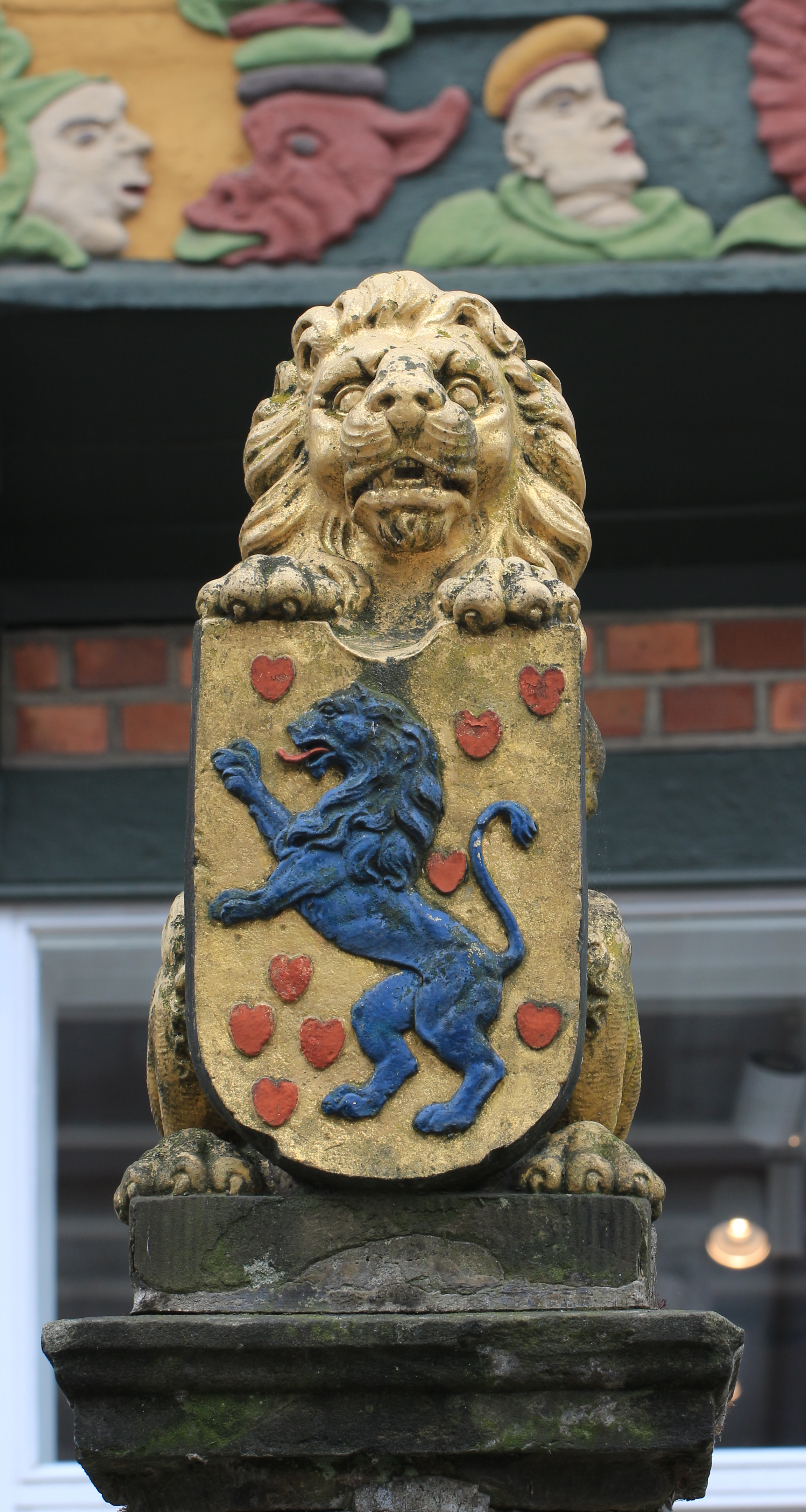
Détail du "Pipenposten" avec le lion héraldique

Devant la Hoppenerhaus se trouve l'une des trois fontaines d'eau de service Celler historiques, un « Pipenposten » avec le blason du lion.

## Littérature
- Heinrich Siebern (arr.), Hans Lütgens (collaborateur): Poststraße 8 / 1532, dans  Ville de Celle (Les monuments d'art de la province de Hanovre), éd. du président (administration de l'association provinciale), partie 3 : District gouvernemental de Lüneburg, numéro 5 (numéro 21 de l'ouvrage entier), auto-édition de l'administration provinciale, Hanovre : Theodor Schulze's bookshop, 1937, pp. 177 -180.
- Edgar Reimerdes : La Hoppenerhaus a 400 ans, dans : Celler Heimatkalender, 1932, p. 62[3].

- Archives municipales de Celle : Dossier Hoppener [3].

## Liens web
- Hoppenerhaus dans l'atlas des monuments de Basse-Saxe